# Zakaz ukrywania
Zakaz ukrywania (ang. no-hiding theorem) – twierdzenie mówiące, że jeśli informacja kwantowa zostanie utracona z systemu poprzez dekoherencję, to przemieszcza się ona do podprzestrzeni środowiska i nie może pozostawać w korelacji między systemem a środowiskiem. Wynika to z liniowości i unitatrności mechaniki kwantowej. W ten sposób informacja kwantowa nie podlega utracie. Ma to konsekwencje dla paradoksu informacji czarnych dziur, a właściwie dla każdego procesu, który zmierza do całkowitej utraty informacji kwantowej. Twierdzenie o zakazie ukrywania jest odporne na niedoskonałości procesu fizycznego, który pozornie niszczy oryginalną informację kwantową.
Jest dopełnieniem zakazu klonowania, zgodnie z którym nie można skopiować nieznanego stanu kwantowego, jak i zakazu usuwania mówiącego, że mając dwie kopie nieznanego stanu kwantowego, nie można usunąć jednej z nich.
Twierdzenie o zakazie ukrywania zostało postawione i udowodnione przez Samuela L. Braunsteina i Aruna K. Pati (twórcy zakazu usuwania) w 2007 r. W 2011 r. zakaz ukrywania został eksperymentalnie potwierdzony przy użyciu urządzeń do magnetycznego rezonansu jądrowego, w których pojedynczy kubit poddano całkowitej randomizacji, tj. jego stan czysty przekształcono w losowy stan mieszany. Następnie odzyskano utracone informacje z kubitów pomocniczych przy zastosowaniu odpowiedniej lokalnej transformacji unitarnej w przestrzeni Hilberta środowiska zgodnie z twierdzeniem o zakazie ukrywania. Ten eksperyment po raz pierwszy potwierdził zachowanie informacji kwantowej.

## Twierdzenie
Rozważmy pewien proces fizyczny, który transformuje dowolny stan kwantowy określony macierzą gęstości {\displaystyle \rho _{I}} z podprzestrzeni I (wejście) do większej przestrzeni Hilberta. Proces ten będzie procesem ukrywającym, jeżeli istnieje pewna podprzestrzeń O (wyjście), tej większej przestrzeni Hilberta, której stan kwantowy określony macierzą gęstości {\displaystyle \sigma _{O}} jest niezależny od stanu wejściowego, co można zapisać jako
{\displaystyle \rho _{I}\to \sigma _{O}{\text{ gdzie }}\sigma ={\text{const }}\forall \rho .}
Pozostałą część tej większej przestrzeni Hilberta można potraktować jako zbiór kubitów pomocniczych (ang. Ancilla) A.
Aby rozważany proces był fizyczny, musi być liniowy i unitarny. Z uwagi na liniowość wystarczające jest rozważenie działania tego procesu dla dowolnego czystego stanu kwantowego {\displaystyle \rho _{I}=|\psi \rangle _{I}\langle \psi |_{I}.} Unitarność pozwala z kolei na odpowiednie zwiększenie liczby kubitów pomocniczych, dzięki czemu rozważany proces ukrywający można uznać za przekształcenie liniowe stanów czystych w stany czyste, co można wyrazić za pomocą rozkładu Schmidta stanu wyjściowego, jako
{\displaystyle |\psi \rangle _{I}\to \sum _{k}{\sqrt {p_{k}}}|k\rangle _{O}\otimes |A_{k}(\psi )\rangle _{A},}
gdzie {\displaystyle p_{k}} to niezerowe wartości własne macierzy gęstości {\displaystyle \sigma ,} {\displaystyle \{|k\rangle \}} to wektory własne tej macierzy i zarówno {\displaystyle \{|k\rangle \},} jak i stan pomocniczy {\displaystyle \{|A_{k}\rangle \}} stanowią bazy ortonormalne. Powyższe przekształcenie zakłada zależność stanu pomocniczego {\displaystyle |A_{k}(\psi )\rangle _{A}} od stanu wejściowego {\displaystyle |\psi \rangle } (tj. możliwość ukrycia w tej zależności informacji o stanie wejściowym), jednak z uwagi na zakładaną liniowość procesu ukrywającego stan pomocniczy będzie się składał z ortonormalnego zbioru stanów nawet przy superpozycji stanu wejściowego
{\displaystyle |A_{k}(\alpha |\psi \rangle +\beta |\psi _{\bot }\rangle )\rangle =\alpha |A_{k}(\psi )\rangle +\beta |A_{k}(\psi _{\bot })\rangle ,}
gdzie {\displaystyle |\psi _{\bot }\rangle } oznacza dowolny stan ortogonalny do {\displaystyle |\psi \rangle .} Iloczyn skalarny takich dwóch stanów pomocniczych k, l
{\displaystyle \alpha ^{\ast }\beta \langle A_{l}(\psi )|A_{k}(\psi _{\bot })\rangle +\alpha \beta ^{\ast }\langle A_{l}(\psi _{\bot })|A_{k}(\psi )\rangle =0,}
a zatem dla dowolnych amplitud prawdopodobieństwa {\displaystyle \alpha ,} {\displaystyle \beta } wszystkie elementy pozadiagonalne muszą być zerowe. Przyjmując ortonormalną bazę {\displaystyle \{|\psi _{j}\rangle ,j=1,...,d\}} stanu wejściowego, można zdefiniować ortonormalną bazę {\displaystyle |A_{kj}\rangle \equiv |A_{k}(\psi _{j})\rangle } rozpiętą na Kd-wymiarowej przestrzeni Hilberta, która w pełni opisuje zredukowany stan pomocniczy. Ponieważ unitarność pozwala na przekształcenie dowolnej bazy ortonormalnej w inną, tak zdefiniowaną bazę możemy zapisać jako
{\displaystyle |A_{kj}\rangle =|q_{k}\rangle \otimes |\psi _{j}\rangle \oplus 0,}
gdzie {\displaystyle \{|q_{k}\rangle \}} jest bazą ortonormalną {\displaystyle K} stanów, a {\displaystyle \oplus 0} odzwierciedla fakt, że niewykorzystane wymiary przestrzeni Hilberta środowiska można powiększyć o wektory zerowe. Tym samym proces fizyczny nie ukrywa stanu wejściowego w zakładanych zależnościach stanu pomocniczego od stanu wejściowego, lecz jedynie zamienia stan wejściowy {\displaystyle |\psi \rangle _{I}} ze stanem pomocniczym {\displaystyle |A_{kj}\rangle _{A}.} Rozważany proces ukrywający ma zatem postać
{\displaystyle |\psi \rangle _{I}\to \sum _{k}{\sqrt {p_{k}}}|k\rangle _{O}\otimes (|q_{k}\rangle \otimes |\psi _{j}\rangle \oplus 0)_{A}.}
Dowód zakazu ukrywania opiera się na liniowości i unitarności mechaniki kwantowej. Oryginalna informacja, której brakuje w stanie końcowym, pozostaje w podprzestrzeni przestrzeni Hilberta środowiska. Ponadto informacja poddana transformacji przez ten proces fizyczny nie może pozostawać w korelacji pomiędzy systemem a środowiskiem, co stanowi istotę zakazu ukrywania.

## Ukrywanie informacji klasycznej
Zakaz ukrywania nie dotyczy informacji klasycznej, czego przykładem jest szyfr z kluczem jednorazowym. W swojej najprostszej formie, wiadomość binarna jest szyfrowana przy użyciu losowego klucza binarnego, który określa, czy odwrócić każdy bit wiadomości (0 na 1, 1 na 0). Wiadomość może odkodować każdy, kto ma dostęp do zakodowanej wiadomości oraz (tajnego) klucza. Ponieważ zakodowana wiadomość nadal zawiera bity nieodwrócone pojawia się pytanie czy można z niej wyodrębnić fragmenty wiadomości niezakodowanej. W 1949 r. Claude E. Shannon udowodnił jednak, że zakodowany ciąg bitów nie zawiera żadnych informacji o wiadomości niezakodowanej – jest on nie do odróżnienia od losowego ciągu bitów. Skoro ani zakodowana wiadomość ani klucz kodujący, jako takie, nie zawierają żadnych informacji o wiadomości niezakodowanej, są one przechowywane (ukryte) w korelacjach między tymi dwoma ciągami.